# سوسة فراشية ثنائية البقع
سوسة فراشية ثنائية البقع (الاسم العلمي: Tinea bimaculella) هي نوع من الحشرات تتبع جنس السوسة الفراشية من فصيلة السوسيات الفراشية.